# Varšava
Varšava (polsky Warszawa, výslovnost  [varˈʂava]IPA) je hlavní a největší město Polska. Žije zde přibližně 1,86 milionu obyvatel, s okolní aglomerací kolem 3 milionů obyvatel. Varšava leží ve středním Polsku na středním toku Visly ve Varšavské kotlině v průměrné výšce 100 m n. m., 520 km východně od Berlína a 250 km jižně od pobřeží Baltského moře.
Varšava leží v historickém Mazovsku, od 15. století byla hlavním městem mazovského knížectví a v roce 1596 se namísto Krakova stala hlavním městem Polska. Významně do historie města zasáhla německá okupace za druhé světové války, kdy zde proběhlo povstání varšavského ghetta, varšavské povstání a byla zničena většina města.
Varšava je také hlavním městem Mazovského vojvodství. V metropoli je rozvinutý průmysl, zvláště zpracovatelský, ocelářský, elektrotechnický a automobilový. Sídlí zde více než 60 vzdělávacích institucí, především Varšavská univerzita (Uniwersytet Warszawski), Univerzita kardinála Stefana Wyszyńského, Varšavská technická univerzita (Politechnika Warszawska), Varšavská ekonomická škola (Szkoła Główna Handlowa) a další. Je tu přes 30 divadel, včetně Národního divadla a opery a má tu sídlo Národní filharmonický orchestr.
Latinské heslo Varšavy Semper Invicta znamená „Vždy neporažená“.

## Historie

### Rané dějiny

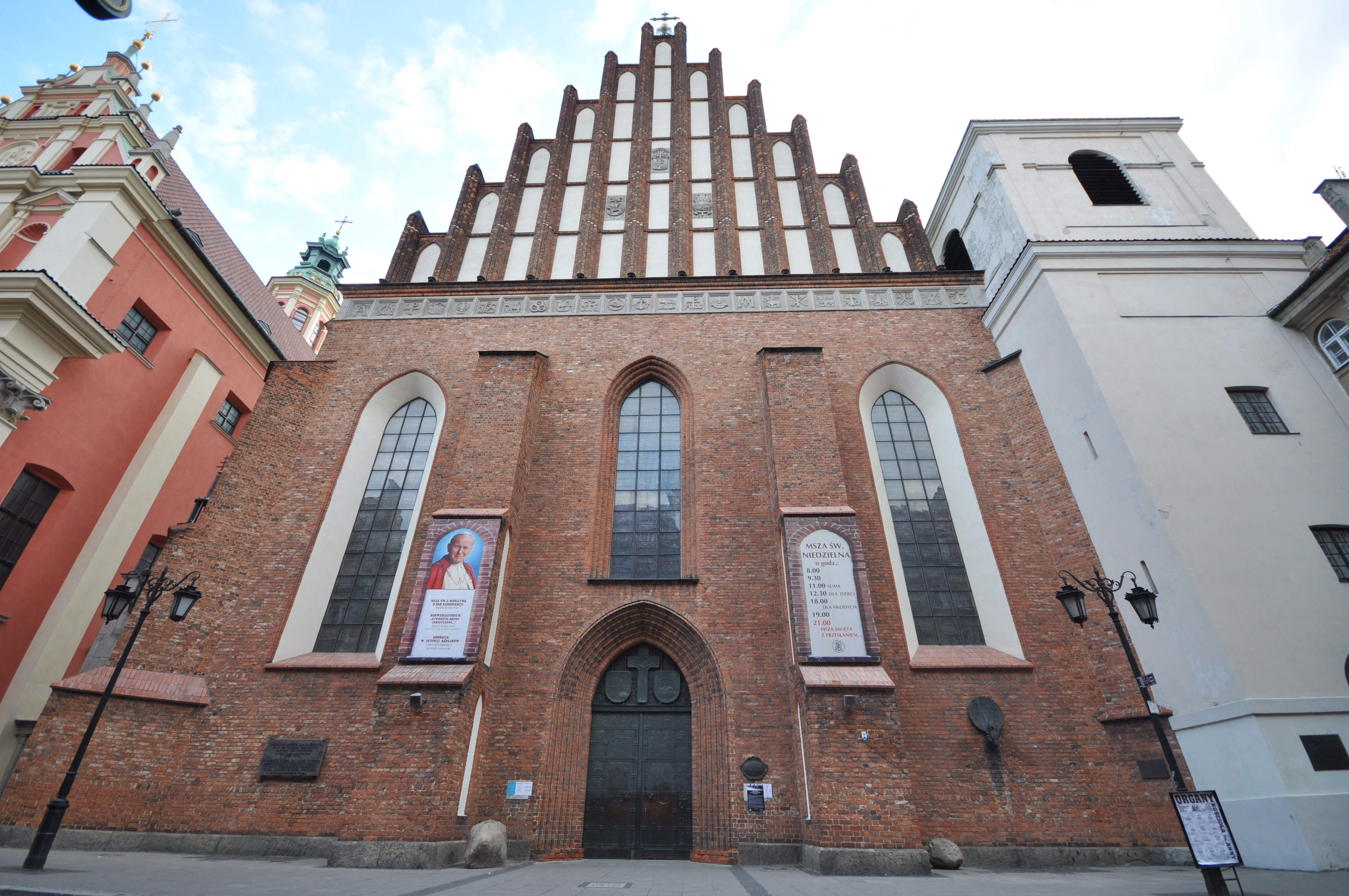
Stavba katedrály sv. Jana začala roku 1390

První opevněné osídlení na území dnešní Varšavy byla osada Bródno v 9. a 10. století a Jazdów ve 12. a 13. století. Po tom, co vévoda z Płocku, Boleslav II. Mazovský zaútočil v roce 1281 na Jazdów, byla založeno nové sídlo v místě malé rybářské vesničky Warszowa. Na začátku 14. století se toto místo stalo jedním ze sídel Mazovského vojvodství a v roce 1413 pak hlavním městem Mazovska. Po vymření místní vojvodské linie v roce 1526 bylo vojvodství začleněno pod polskou korunu. V roce 1529 se Varšava stala poprvé sídlem polského Sejmu, trvale zde Sejm sídlí od roku 1569. Roku 1573 dala Varšava jméno Varšavské konfederaci, dohodě polské šlechty na toleranci různých náboženství v polském království.

### 16. až 19. století

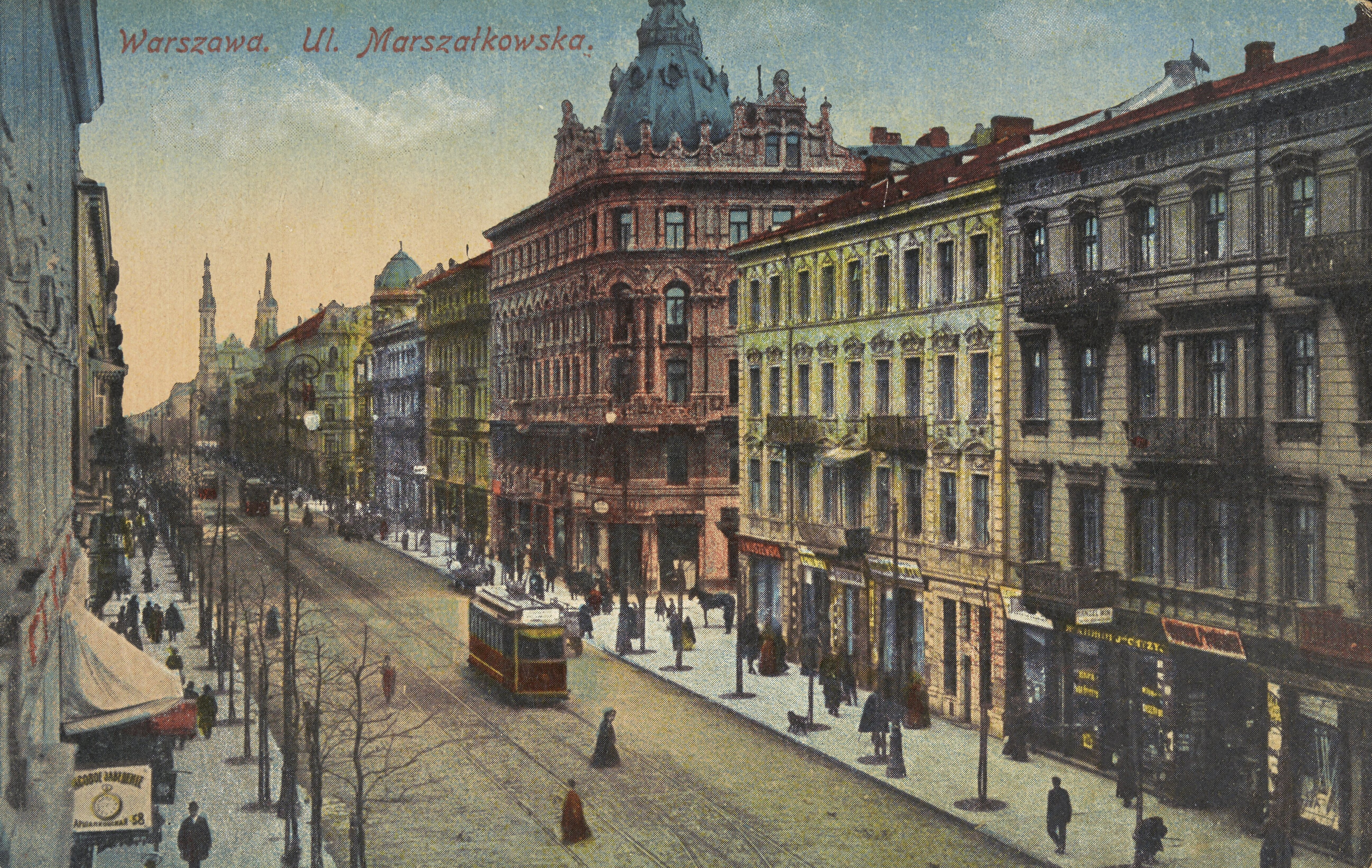
Ulice Marszałkowska v roce 1912.

Kvůli své výhodné centrální poloze mezi Vilniusem a Krakovem v polsko-litevském společenství se Varšava stala hlavním městem tohoto společenství a současně v roce 1596 hlavním městem Polska, kdy sem král Zikmund III. Vasa přesunul královský dvůr z Krakova. Varšava byla metropolí polsko-litevského společenství až do roku 1795, kdy bylo soustátí napadeno Pruskem a Varšava se stala hlavním městem provincie Nové Východní Prusko. Roku 1807 bylo město osvobozeno Napoleonovou armádou a město na Visle se stává metropolí Varšavského vojvodství. V roce 1815 po Napoleonově porážce u Waterloo se sešly tehdejší mocnosti Rakousko, Rusko a Prusko (Vídeňský kongres), na základě kterého se Varšava dostala pod vliv imperiálního Ruska. To obnovilo polskou konstituční monarchii pod svým vlivem. Povstání proti ruské nadvládě v letech 1830 a 1863 jen zvýšilo represe proti polskému obyvatelstvu.

### Hlavní město (1918–1939)

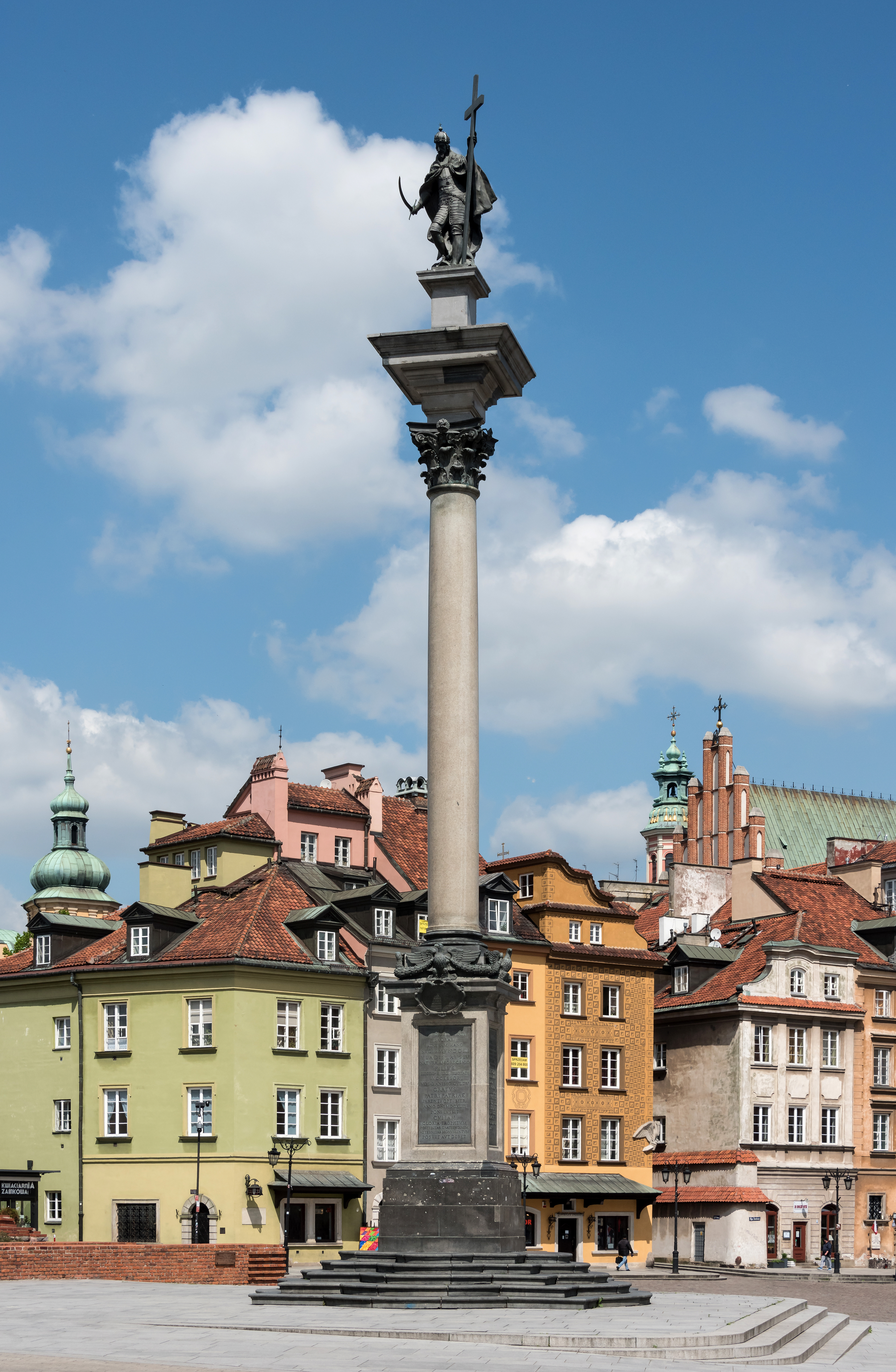
Sloup krále Zikmunda III.

Po znovuzískání nezávislosti Polska po konci první světové války v roce 1918 se Varšava stala znovu metropolí nově se tvořícího státu. V roce 1919 se Polsko dostalo do válečného konfliktu s bolševickým Ruskem o historická území na Ukrajině a v Litvě. V bitvě u Varšavy (1920) polská vojska zcela zničila jednotky Rudé armády útočící na město a zmařila tak pokus Lenina a ruských bolševiků spojit se s německými, francouzskými a maďarskými bolševiky a ovládnout tak Evropu.

### Druhá světová válka

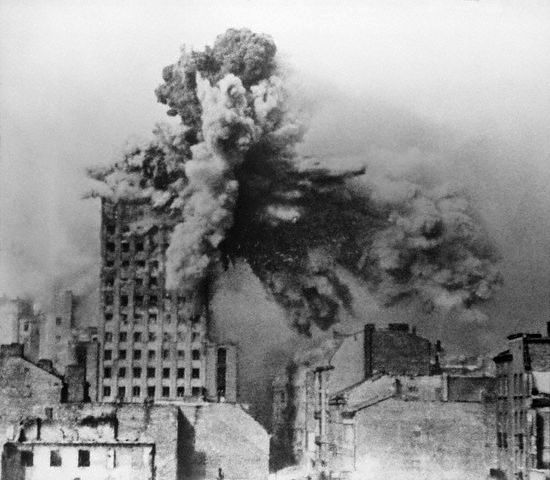
Prudential zasažený během povstání 28. srpna 1944 dvoutunovým granátem z děla Karl-Gerät

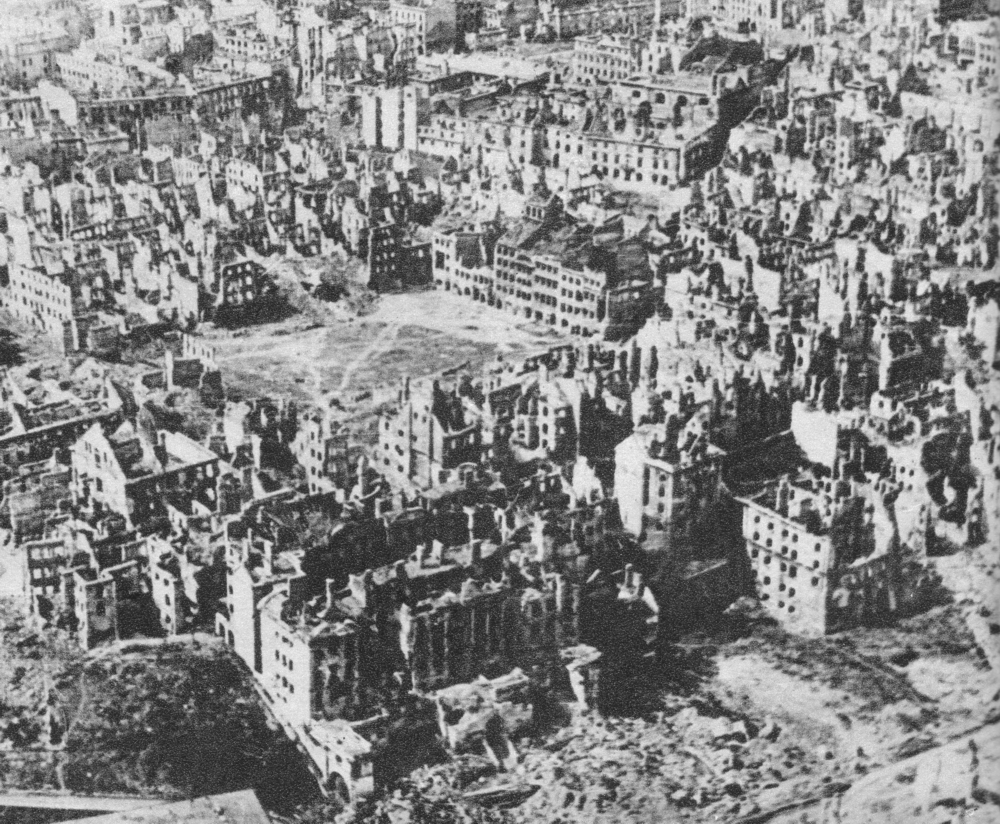
Moře suti– více než osm z deseti budov ve Varšavě bylo během války zničeno. Vlevo ruiny staroměstského náměstí.

Druhá světová válka byla zahájena 1. září 1939, kdy Německo napadlo západní část Polska. Zároveň bylo 17. září 1939 napadeno Polsko Sovětským svazem od východu. Země kapitulovala po šesti týdnech bojů. Západ Polska byl připojen k Německé říši a východ k Sovětskému svazu. Centrální část Polska včetně Varšavy byla pod správou nacistické vlády (Generalgouvernement). Při invazi v roce 1939 byla Varšava bombardována a bylo zničeno 10 až 15 % budov ve městě. Přestože se jednalo o významné ztráty, v pozdějších dobách mělo být podle nacistických plánů město kompletně zlikvidováno a zachováno jen jako důležitý přestupní bod.
Při okupaci města nacisty byly všechny vyšší vzdělávací instituce okamžitě uzavřeny a varšavská židovská populace – několik set tisíc lidí, asi 30 % obyvatel města – byla nahnána do tzv. Varšavského ghetta. Když se Němci v rámci Hitlerova „konečného řešení“ pokusili ghetto zlikvidovat, došlo k židovskému povstání. Navzdory těžkému ostřelování a přesile se ghetto udrželo bránit skoro měsíc. Po skončení bojů byli ti, co přežili, zmasakrováni.
V červenci 1944 sovětská vojska postupovala přes polské území, Němci pak ustupovali k Varšavě. Protože si polská londýnská exilová vláda myslela, že Stalin není nakloněn myšlence nezávislosti Polska (Stalin chtěl pouze hranice Polska posunout na západ), dala rozkaz ilegální polské Zemské armádě („Armia Krajowa“), aby se pokusili získat kontrolu nad městem, než tam dorazí Sověti. Dne 1. srpna 1944, když se Rudá armáda k městu rychle blížila, Zemská armáda a většina populace zahájila (hrdinské, ale velice ukvapené a bez naděje na úspěch) Varšavské povstání.
Navzdory Stalinovu nepřátelství k Polsku Poláci předpokládali, že jim sovětští vojáci pomohou proti jejich společnému nepříteli. Nicméně, když se Rudá armáda dostala k Varšavě, sovětská ofenzíva byla náhle zastavena, protože sovětské jednotky byly vysíleny, potřebovaly doplnit stavy a také využít situace a vyčkat, až si to Němci s Poláky vyřídí a povstání potlačí. Němci proto mohli povstání nemilosrdně potlačit. Přestože byla doba povstání plánována na 48 hodin, obránci se udrželi 63 dní. Nakonec muselo hlavní město Polska kapitulovat. Vojáci Zemské armády byli převezeni do zajateckých táborů v Německu, civilní obyvatelstvo bylo vyhnáno z města. Hitler ignoroval dojednané podmínky kapitulace a nařídil, aby bylo město srovnáno se zemí, knihovny a muzea vyloupeny nebo spáleny. Když 17. ledna 1945 přecházeli sovětští vojáci přes Vislu, zjistili, že Varšava téměř přestala existovat. Přes 85 % (levého břehu) města bylo zničeno, včetně historického Starého města a Královského hradu, zatímco pravý břeh Varšavy (varšavská Praha) byl z 20-25% zničen, protože jej v září 1944 obsadila Rudá armáda a tím se pravý břeh vyhnul velkým škodám. Přeživší bojovníky Zemské armády sovětské NKVD zabilo nebo poslalo na Sibiř.
Počet obětí válečných událostí byl tehdy vyčíslen na 800 000, jedná se především o Židy a oběti povstání.

### Varšava v komunistickém Polsku (1945–1989)

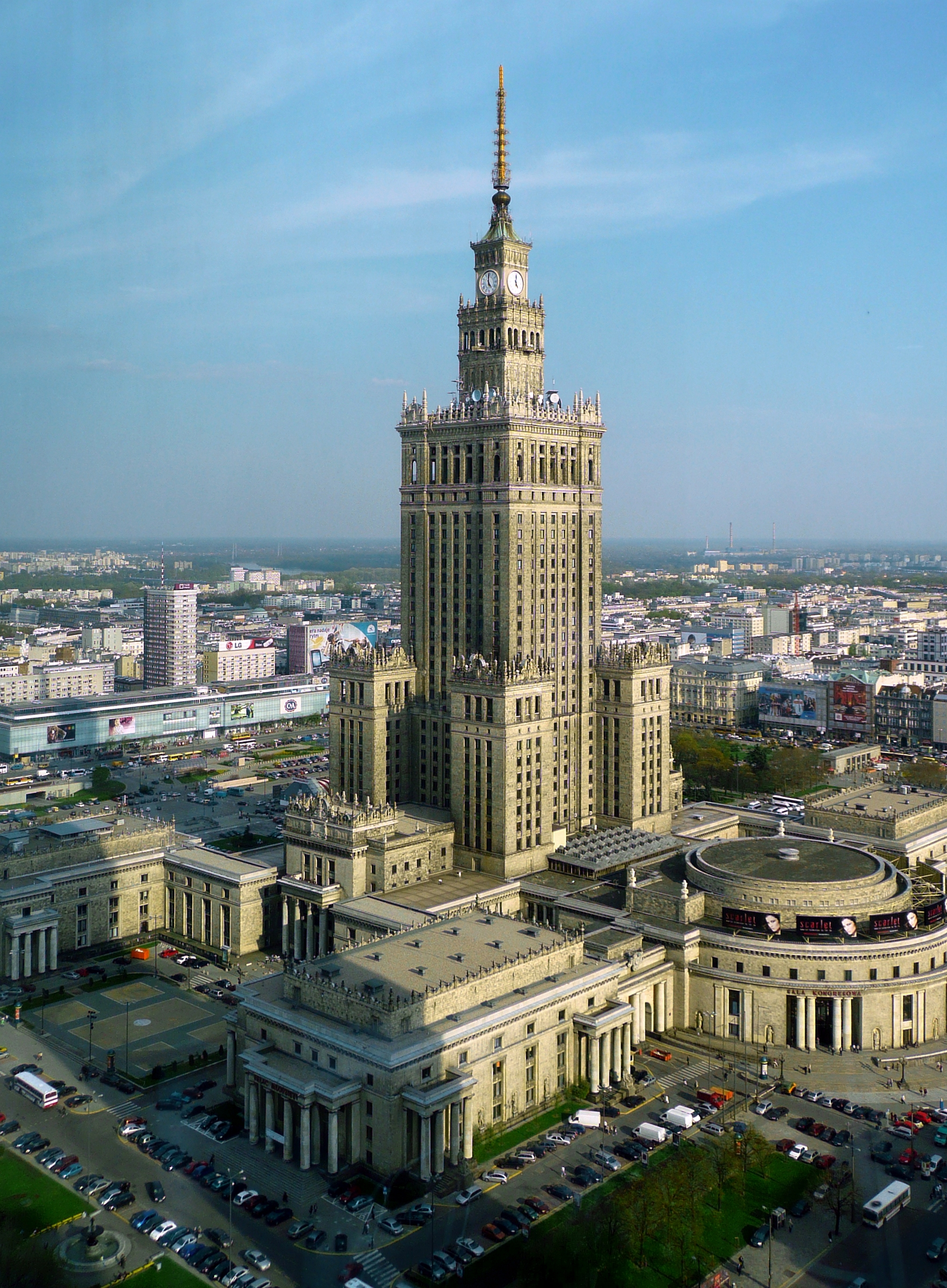
Palác kultury a vědy byl postaven v letech 1952–1955, do roku 2021 nejvyšší budova ve Varšavě a v Polsku

Po válce se moci ujala prostalinská vláda prezidenta Bolesława Bieruta a Varšava se stala hlavním městem komunistické Polské lidové republiky. To samozřejmě kladlo naléhavou otázku na řešení obnovy metropole. Podle tehdejších sloganů tak začal „celý národ stavět novou Varšavu“. Bylo nezbytné obnovit nejen historické budovy a královský hrad, ale hlavně řadové domy. Původní úzké uličky, které byly vedeny v trasách staletí starých cest nahradily moderní bulváry vedené v severo-jižním a východo-západním směru, spolu propojené kruhovými objezdy. I přesto, že byla velká část původních domů nahrazena, některé z počátku 20. století i starší se zachovaly. Mnohé kostely pak byly obnoveny v původním vzhledu.
Novou dominantou metropole se stal Palác kultury a vědy vybudovaný ve stylu socialistického realismu, jako „dar národů Sovětského svazu polskému lidu“. Slavnostně byl dokončen roku 1955.
V roce 1980 bylo zrekonstruované historické Staré město zapsáno do historického dědictví UNESCO.
Rozvoj silniční dopravy v duchu nového města doprovázela i výstavba dopravních staveb. Nové hlavní nádraží, ležící na důležité varšavské dopravní tepně Aleje Jerozolimskie, je umístěné v podzemí a spolu s celou tratí, vedenou pod středem metropole pomohlo zjednodušit dopravní situaci ve městě a zajistit rychlé spojení mezi východními a západními vlakovými spoji. Tramvajová síť, kterou má Varšava již z předválečných časů, se zmodernizovala, na nových rychlostních komunikacích se objevily moderní autobusy. Ke konci 80. let se začalo s výstavbou metra.
Metropoli však čekal i přesto velký rozvoj. Domy z padesátých a šedesátých let začaly brzy doplňovat výškové budovy. Již v 70. letech začaly růst první na severu a v širším centru města, siluetu metropole pak doplnily stavby jako Hotel Mariott či Blue Center. Nová doba po roce 1989 pak přinesla úplné otevření západním investorům. Vznikly další kancelářské budovy, ale také i obchodní centra a muzea (například Muzeum dějin polských Židů).

### Od roku 1989
V roce 1995 byla otevřena první linka varšavského metra. Druhá byla otevřena v březnu 2015.

## Geografie

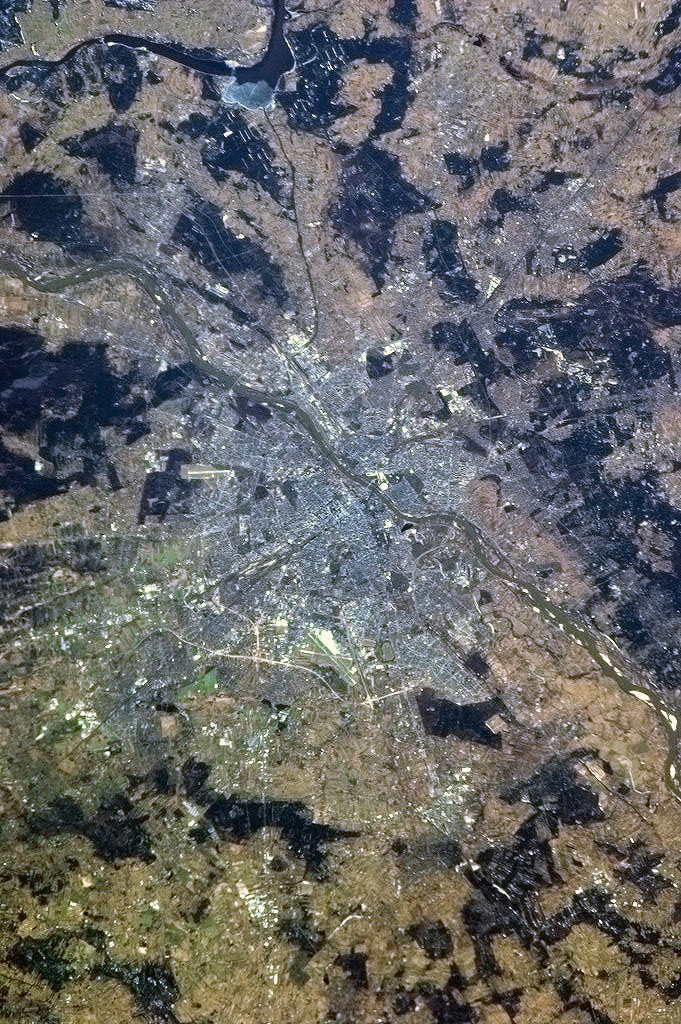
Pohled na město z mezinárodní vesmírné stanice

Varšava leží na středním toku řeky Visla v středomazovské nížině, ve vzdálenosti asi 350 km od Karpat a Baltského moře. Je to jediné evropské hlavní město ležící v bezprostřední blízkosti Národního parku (Kampinoský národní park).
Město leží na obou stranách Visly a mírně se táhne podél jejích břehů (v šíři asi 30 km na sever-jih a cca 28 km na východ-západ).

### Podnebí
Podnebí je mírné, přechodné mezi oceánským a kontinentálním. Ve Varšavě nebývají velké meziroční výkyvy v množství srážek. Vegetační doba je v průměru 200 dní. Ve Varšavě je hlavně severozápadní vítr (přibližně 60% dní) a severovýchodní (přibližně 30% dní). V centru Varšavy je mnohem tepleji než na jejím okraji a to o 7-8 stupňů, ale někdy to může být i o 10 stupňů. Nejnižší naměřená teplota byla -31 °C a nejvyšší 37 °C. Kvůli velkému znečištění ovzduší je ve Varšavě více oblačno než v okolí. Varšava má 1 600 hodin slunečního svitu v roce.
| Varšava – podnebí           | Varšava – podnebí | Varšava – podnebí | Varšava – podnebí | Varšava – podnebí | Varšava – podnebí | Varšava – podnebí | Varšava – podnebí | Varšava – podnebí | Varšava – podnebí | Varšava – podnebí | Varšava – podnebí | Varšava – podnebí | Varšava – podnebí |
| Období                      | leden             | únor              | březen            | duben             | květen            | červen            | červenec          | srpen             | září              | říjen             | listopad          | prosinec          | rok               |
| --------------------------- | ----------------- | ----------------- | ----------------- | ----------------- | ----------------- | ----------------- | ----------------- | ----------------- | ----------------- | ----------------- | ----------------- | ----------------- | ----------------- |
| Nejvyšší teplota [°C]       | 7                 | 10                | 16                | 23                | 26                | 28                | 29                | 28                | 24                | 20                | 11                | 7                 | 29                |
| Průměrné denní maximum [°C] | 0                 | 2                 | 7                 | 14                | 19                | 21                | 24                | 23                | 17                | 12                | 5                 | 1                 | 12                |
| Průměrná teplota [°C]       | −2,5              | −1                | 3                 | 9,5               | 14                | 16,5              | 19                | 18                | 13                | 7,5               | 2,5               | −1,5              | 8,4               |
| Průměrné denní minimum [°C] | −5                | −4                | −1                | 5                 | 9                 | 12                | 14                | 13                | 9                 | 3                 | 0                 | −4                | 4,25              |
| Nejnižší teplota [°C]       | −13               | −13               | −7                | −2                | 3                 | 7                 | 10                | 7                 | 3                 | −3                | −8                | −12               | −13               |
| Průměrné srážky [mm]        | 36                | 39                | 36                | 46                | 57                | 82                | 72                | 61                | 58                | 40                | 48                | 44                | 619               |
| Zdroj:                      |                   |                   |                   |                   |                   |                   |                   |                   |                   |                   |                   |                   |                   |

## Ekonomika

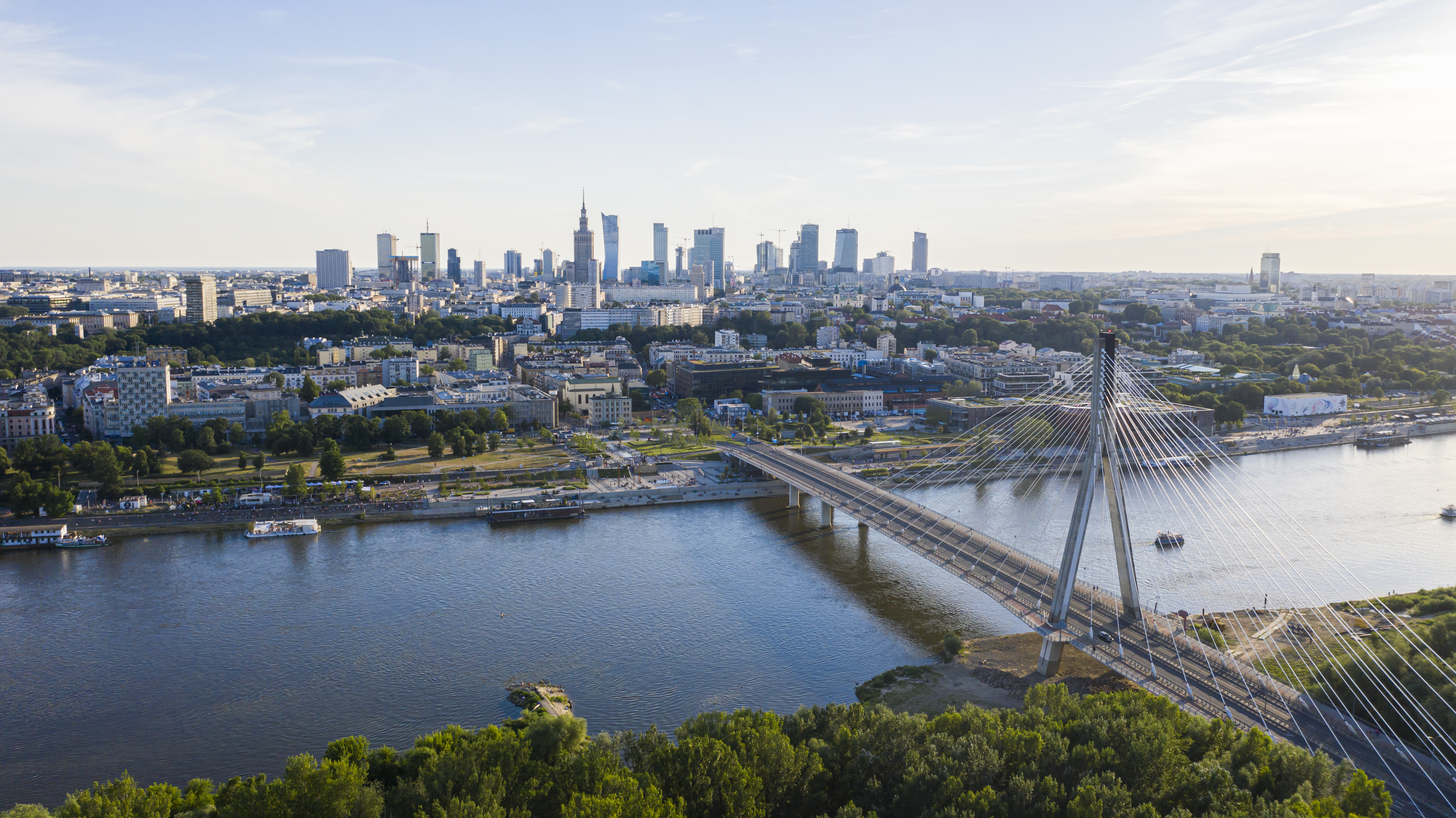
Varšava

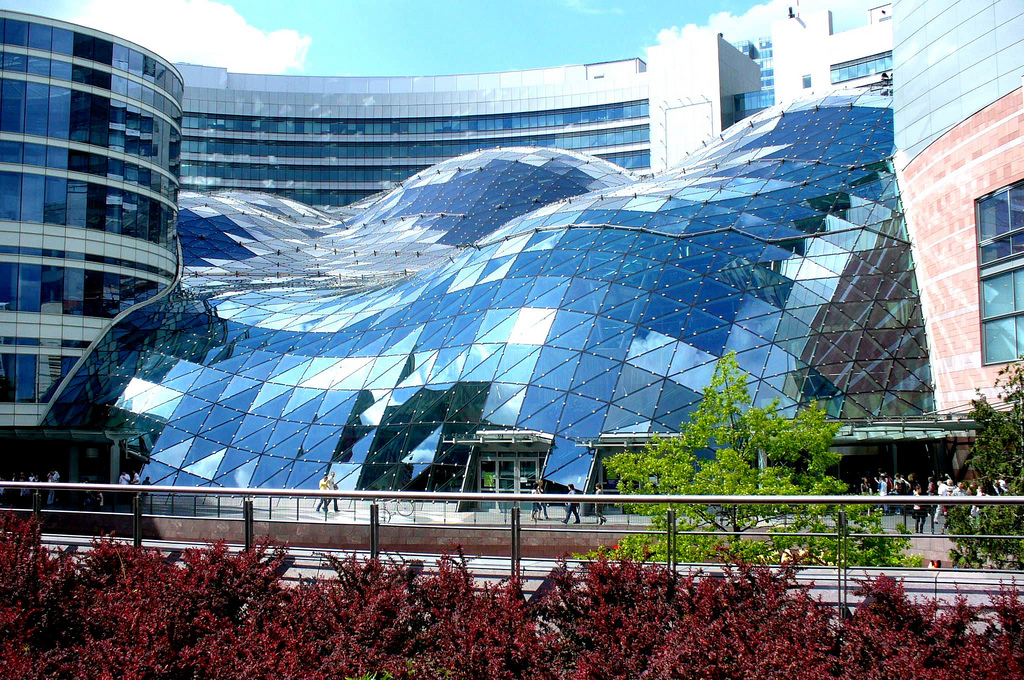
Złote Tarasy

Ve Varšavě, zvláště v jejím centru (Śródmieście), sídlí nejen mnoho národních institucí a vládních úřadů, ale i domácích a mezinárodních společností. V roce 2003 zde bylo registrováno 268 307 firem. Finanční spoluúčast zahraničních investorů na rozvoji města v roce 2002 byla odhadnuta na 650 miliónů eur. Ve městě se vyprodukuje více než 15 % polského národního produktu. HDP na obyvatele Varšavy byl v roce 2005 kolem 28 000 USD a vysoce převyšuje celopolský průměr.
Úroveň nezaměstnanosti je jednou z nejnižších v Polsku, dle oficiálních zdrojů nepřesahuje 6 %.
Po zničení města ve druhé světové válce a po jeho rekonstrukci se komunistické vedení rozhodlo, že bude Varšava přestavěna na velké průmyslové centrum. Ve městě a v blízkém okolí bylo vybudováno několik set továren. K nejvýznamnějším patřily varšavské ocelárny Huta Warszawa a dvě automobilky.
Ovšem jak komunistický ekonomický systém upadal, většina z průmyslových komplexů postupně ztrácela význam. Po roce 1989 po transformaci politického i ekonomického systému mnoho průmyslových firem zbankrotovalo. V současné době využívá např. firma Lucchini-Warzsawa Steel Mill pouze část původní továrny Huta Warszawa. Automobilky Ursus a FSO (zkratka pro Fabryka Samochodów Osobowych – Továrna na osobní automobily) vyrábějí vozy většinou na export.

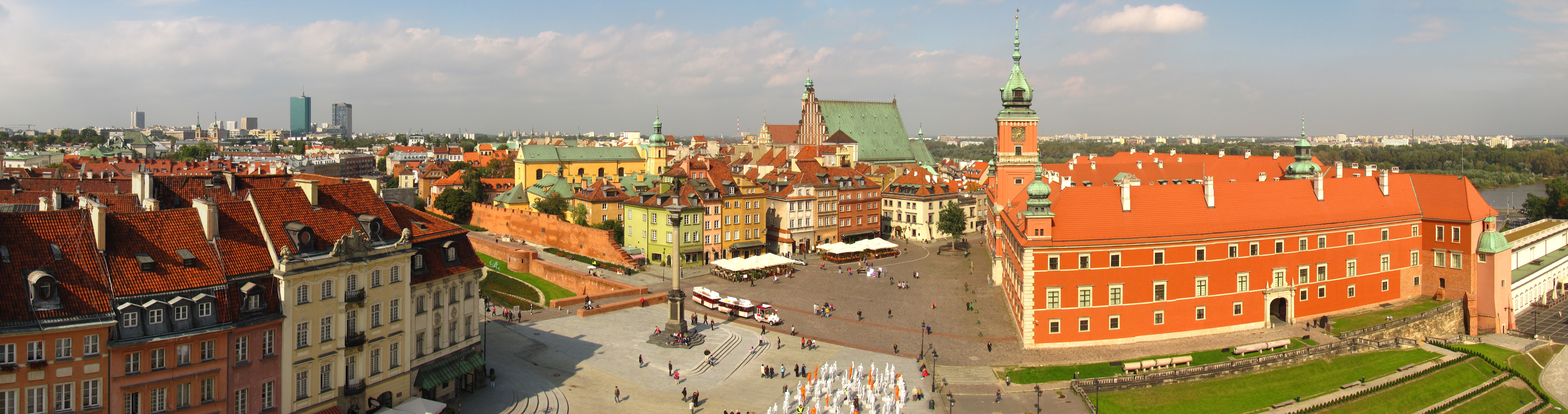
Královský hrad na Zámeckém náměstí – znovuvybudován v 70. a 80. letech po totálním zničení v roce 1944

## Doprava
Hlavní páteří zdejší hromadné dopravy je varšavské metro vybudované v roce 1995. V roce 2018 mělo 21 stanic na dvou linkách (M1 a M2). Funguje zde také doprava tramvajová a autobusová. Hlavním železničním uzlem je hlavní nádraží Warszawa Centralna, odsud vyjíždí vnitrostátní, tak mezinárodní vlaky.
Varšavu obsluhují dvě mezinárodní letiště. 8 km jižně od centra se nachází letiště Frédérica Chopina. Má zde základnu národní letecká společnost LOT a v roce 2018 odbavilo přes 17,7 milionů cestujících. V roce 2022 pak 14,3 milionů cestujících. Druhým letištěm je 40 km vzdálené letiště Modlin, které v roce 2017 odbavilo přes 2,9 milionu cestujících a slouží jako základna pro nízkonákladové aerolinie.

## Obyvatelstvo

Správní rozdělení Varšavy od roku 2002

| Rok  | Obyv.     | ±% p.a. |
| ---- | --------- | ------- |
| 1700 | 30 000    | —       |
| 1792 | 120 000   | +1,52 % |
| 1800 | 63 400    | −7,67 % |
| 1830 | 139 700   | +2,67 % |
| 1850 | 163 600   | +0,79 % |
| 1882 | 383 000   | +2,69 % |
| 1901 | 711 988   | +3,32 % |
| 1909 | 764 054   | +0,89 % |
| 1925 | 1 003 000 | +1,72 % |
| 1933 | 1 178 914 | +2,04 % |

| Rok  | Obyv.     | ±% p.a.  |
| ---- | --------- | -------- |
| 1939 | 1 300 900 | +1,65 %  |
| 1945 | 422 000   | −17,11 % |
| 1950 | 803 888   | +13,76 % |
| 1960 | 1 139 189 | +3,55 %  |
| 1970 | 1 314 892 | +1,44 %  |
| 1978 | 1 555 406 | +2,12 %  |
| 1988 | 1 655 272 | +0,62 %  |
| 2002 | 1 689 201 | +0,15 %  |
| 2011 | 1 700 612 | +0,07 %  |
| 2021 | 1 860 281 | +0,9 %   |

## Vzdělání
Varšava je jedním z nejdůležitějších center vzdělávání v Polsku. Sídlí zde čtyři hlavní univerzity a přes 62 dalších vzdělávacích zařízení. Nejdůležitější jsou:
- Varšavská univerzita (Uniwersytet Warszawski)
- Varšavská technická univerzita (Politechnika Warszawska)
- Varšavská ekonomická škola (Szkoła Główna Handlowa)
- Varšavská zemědělská univerzita (Szkoła Główna Gospodarstwa Wiejskiego)
- Univerzita Kardinála Stefana Wyszyńského (Uniwersytet Kardynała Stefana Wyszyńskiego)
- Křesťanská teologická akademie ve Varšavě (Chrześcijańska Akademia Teologiczna w Warszawie)
- Varšavská lékařská univerzita (Akademia Medyczna w Warszawie)
- Vojenská technická akademie (Wojskowa Akademia Techniczna)
- Akademie národní obrany (Akademia Obrony Narodowej)
- Academy of Physical Education in Warsaw (Akademia Wychowania Fizycznego w Warszawie)
- Hudební akademie Fryderyka Chopina (Akademia Muzyczna im. Fryderyka Chopina)
- Varšavská divadelní akademie (Akademia Teatralna im. Aleksandra Zelwerowicza)
- Collegium Humanum (Collegium Humanum – Szkoła Główna Menedżerska w Warszawie)

Celkový počet studentů všech stupňů vzdělání ve Varšavě je téměř 500 000 (29,2% z městské populace; 2002). Počet univerzitních studentů je přes 255 000.

## Muzea
- Centrum Nauki KopernikKatyňské muzeum (Muzeum Katyńskie)

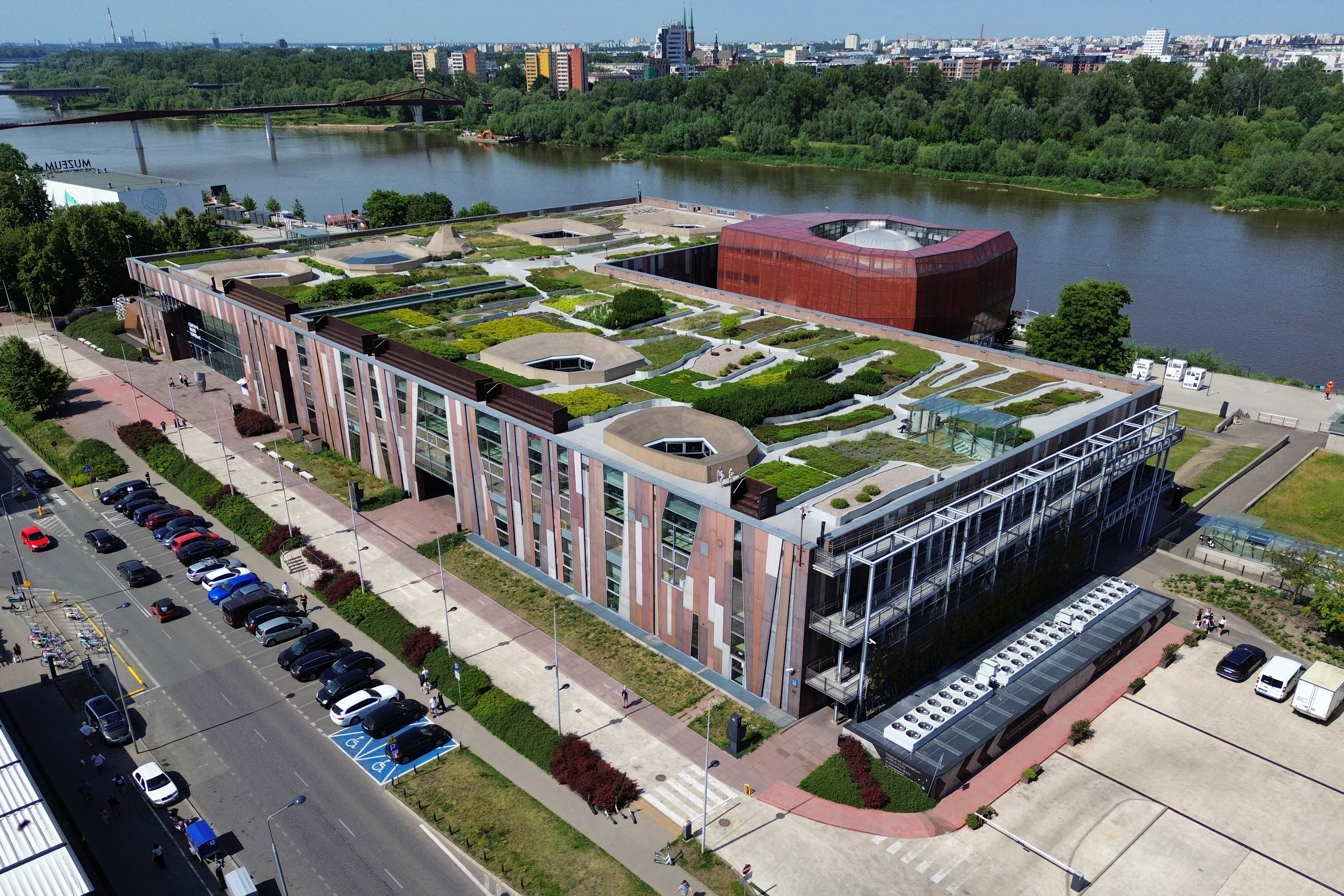
Centrum Nauki Kopernik

- Muzeum dějin polských Židů (Muzeum Historii Żydów Polskich POLIN)
- Muzeum skautingu ve Varšavě (Muzeum Harcerstwa w Warszawie)
- Muzeum varšavského povstání (Muzeum Powstania Warszawskiego)
- Národní muzeum ve Varšavě (Muzeum Narodowe w Warszawie)
- Národní galerie umění Zachęta (Zachęta Narodowa Galeria Sztuki)
- Vědecké centrum Kopernik (Centrum Nauki Kopernik)

## Nejvyšší budovy
V roce 2016 bylo ve Varšavě 24 mrakodrapů a tento počet se stále navyšuje, vznikají nové moderní čtvrti. V nich často sídlí různé mezinárodní korporace.
- Palác kultury a vědy, postaveno 1955, 231 m
- Warsaw Spire, 2016, 220 m
- Warsaw Trade Tower (WTT), 1999, 208 m
- Złota 44, 2012, 192 m
- Rondo 1 (R1), 2006, 192 m
- Hotel Marriott, 1989, 170 m
- Warsaw Financial Center (WFC), 1998, 165 m
- hotel InterContinental Warszawa (IC), 2004, 164 m
- Cosmopolitan Twarda 2/4, 2014, 160 m
- Oxford Tower, 1979, 150 m
- TP S.A. Tower, 2001, 128 m
- Błękitny Wieżowiec, 1991, 120m
- Hotel Westin, 2003, 120 m
- Milennium Plaza, 1999, 116 m
- ORCO Tower, 1996, 115 m
- Novotel Warszawa Centrum, 1974, 111 m
- Złote Tarasy, 2007, 105 m
- Babka Tower, 2000, 105 m
- Ilmet, 1997, 103 m

Ve výstavbě (2018):
- Varso, 310 m
- Spinnaker Office Tower, 203 m
- Skyliner, 195 m
- Generation Park, 180 m
- Mennica Legacy Tower, 141 m
- The Warsaw Hub, 130 m
- Spark, 130 m

## Sport
Ve městě sídlí fotbalové kluby Legia a Polonia.

## Mezinárodní veletrhy
Ve městě a jeho okolí je několik veletržních a konferenčních center, kde se pravidelně konají:
- Mezinárodní veletrh cestovního ruchu TT Warsaw Travel Show
- Veletrh paliv LPG, CNG, LNG  GasShow
- Mezinárodní veletrh osvětlovací techniky
- Veletrh automatizace, měření a robotiky Automaticon
- Autosalon Warsaw Motor Show
- Veletrh polygrafického průmyslu Warsaw Print Tech Expo
- EuroGastro / WorldHotel - gastronomie a hotelový veletrh

## Osobnosti
- Adam Jerzy Czartoryski (1770–1861), polský kníže, politik, diplomat a dramatik
- Klementyna Hoffmanowa (1798 – 1845) – polská prozaička, dramatička, redaktorka, překladatelka, učitelka a aktivistka
- Narcyza Żmichowska (1818–1876) – polská spisovatelka a básnířka
- Wanda Żeleńska (1841–1904) – polská spisovatelka a překladatelka
- Marie Curie-Skłodowská (1867–1934), fyzička a chemička, nositelka dvou Nobelových cen
- Samuel Goldwyn (1879–1974), americký filmový producent a podnikatel
- Konstantin Konstantinovič Rokossovskij (1896–1968), sovětský a polský maršál, polský ministr obrany
- Tamara de Lempicka (1898–1980), polská malířka
- Alfred Tarski (1901–1983), polský logik a matematik
- Stanisław Wigura (1903–1932), polský letecký konstruktér a inženýr
- Abraham Joshua Heschel (1907–1972), rabín a profesor židovské etiky a mystiky
- Józef Rotblat (1908–2005), britský fyzik, držitel Nobelovy ceny za mír za rok 1995
- Irena Sendlerová (1910–2008), polská sociální pracovnice, osobnost polského protinacistického odboje
- Witold Lutosławski (1913–1994), polský hudební skladatel a dirigent
- Anna Smoleńska (1920–1943), polská harcerská instruktorka a členka harcerského protinacistického odboje
- Agnieszka Holland (* 1948), režisérka a scenáristka
- Lech Kaczyński (1949–2010), prezident Polska od roku 2005 až do jeho tragické smrti
- Jarosław Kaczyński (* 1949), právník a politik, bývalý premiér Polska v letech 2006–2007
- Margo Dydek (1974–2011), polská basketbalistka hrající ve WNBA
- Robert Lewandowski (* 1988), polský fotbalový útočník
- Iga Świąteková (* 2001), polská profesionální tenistka

## Partnerská města
- Berlín, Německo (1991)
- Budapešť, Maďarsko (2005)
- Chicago, Spojené státy americké (1995)
- Düsseldorf, Německo (1989)
- Grozný, Rusko (1997)
- Haag, Nizozemsko (1991)
- Hamamacu, Japonsko (1990)
- Hanoj, Vietnam (2000)
- Charbin, Čína (1993)
- Île-de-France, Francie (1990)
- Istanbul, Turecko (1991)
- Kyjev, Ukrajina (1994)
- Madrid, Španělsko
- Moskva, Rusko (1993)
- Astana, Kazachstán (2002)
- Oslo, Norsko (2006)
- Petrohrad, Rusko (1997)
- Rio de Janeiro, Brazílie (1997)
- Riga, Lotyšsko (2002)
- Saint-Étienne, Francie (199)
- Soul, Jižní Korea (1996)
- Tel Aviv, Izrael (1992)
- Tchaj-pej, Tchaj-wan (1995)
- Toronto, Kanada (1990)
- Vídeň, Rakousko (2001)
- Vilnius, Litva (1998)

## Galerie

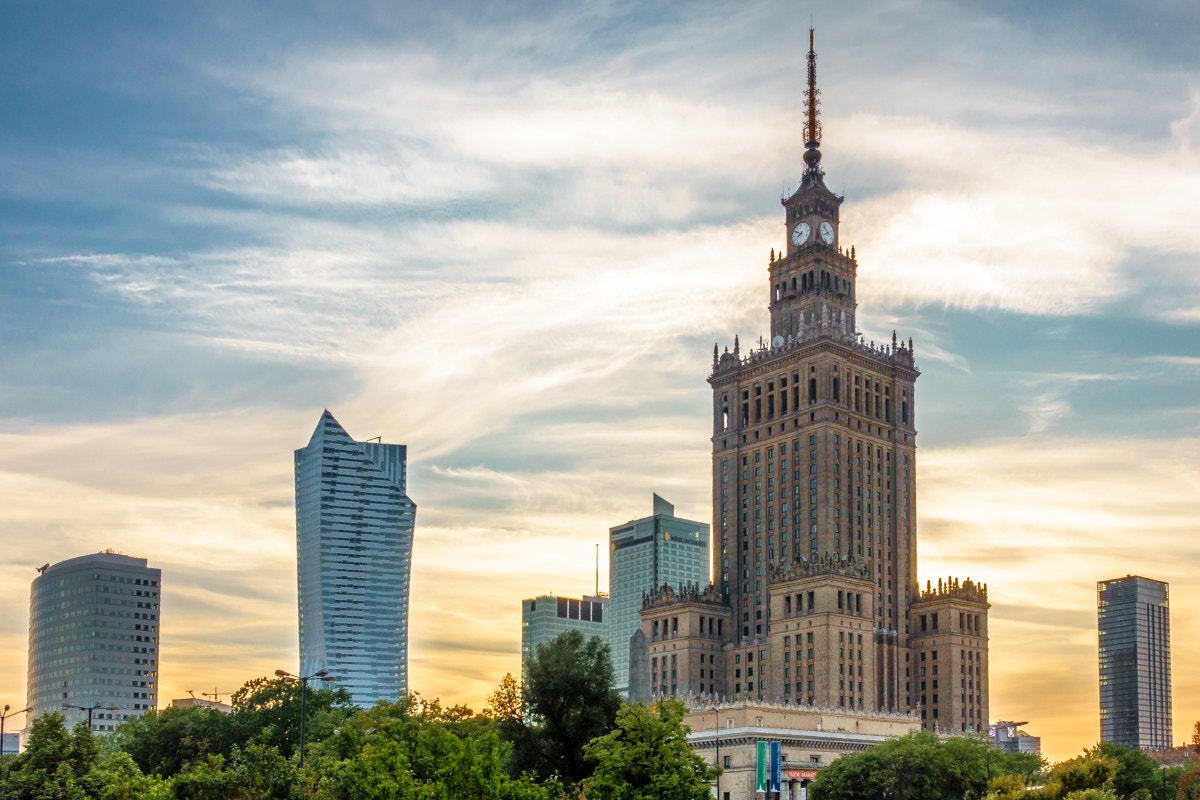
Palác kultury a vědy – „dar bratrských národů Sovětského svazu“
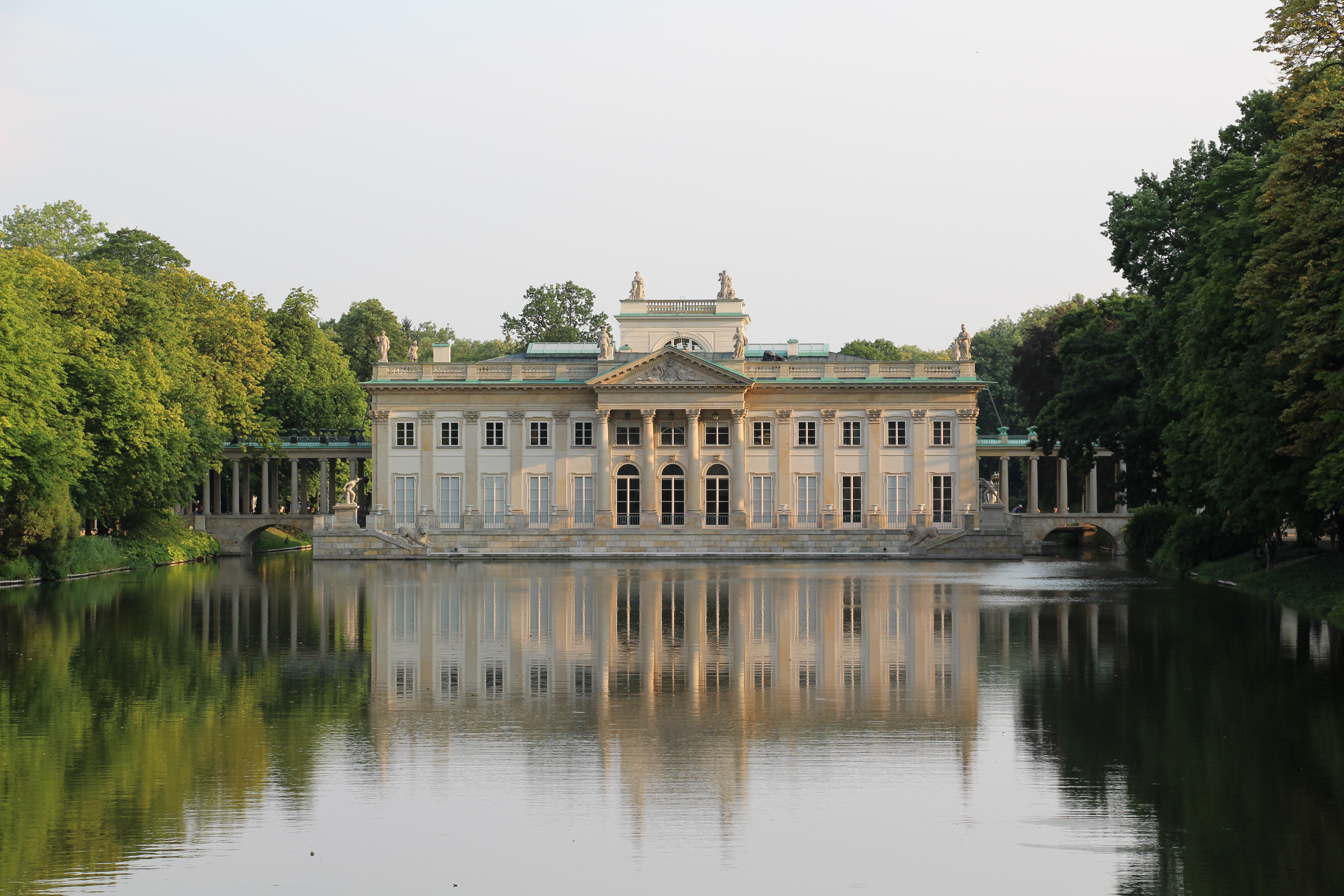
Palác na vodě (Łazienki)
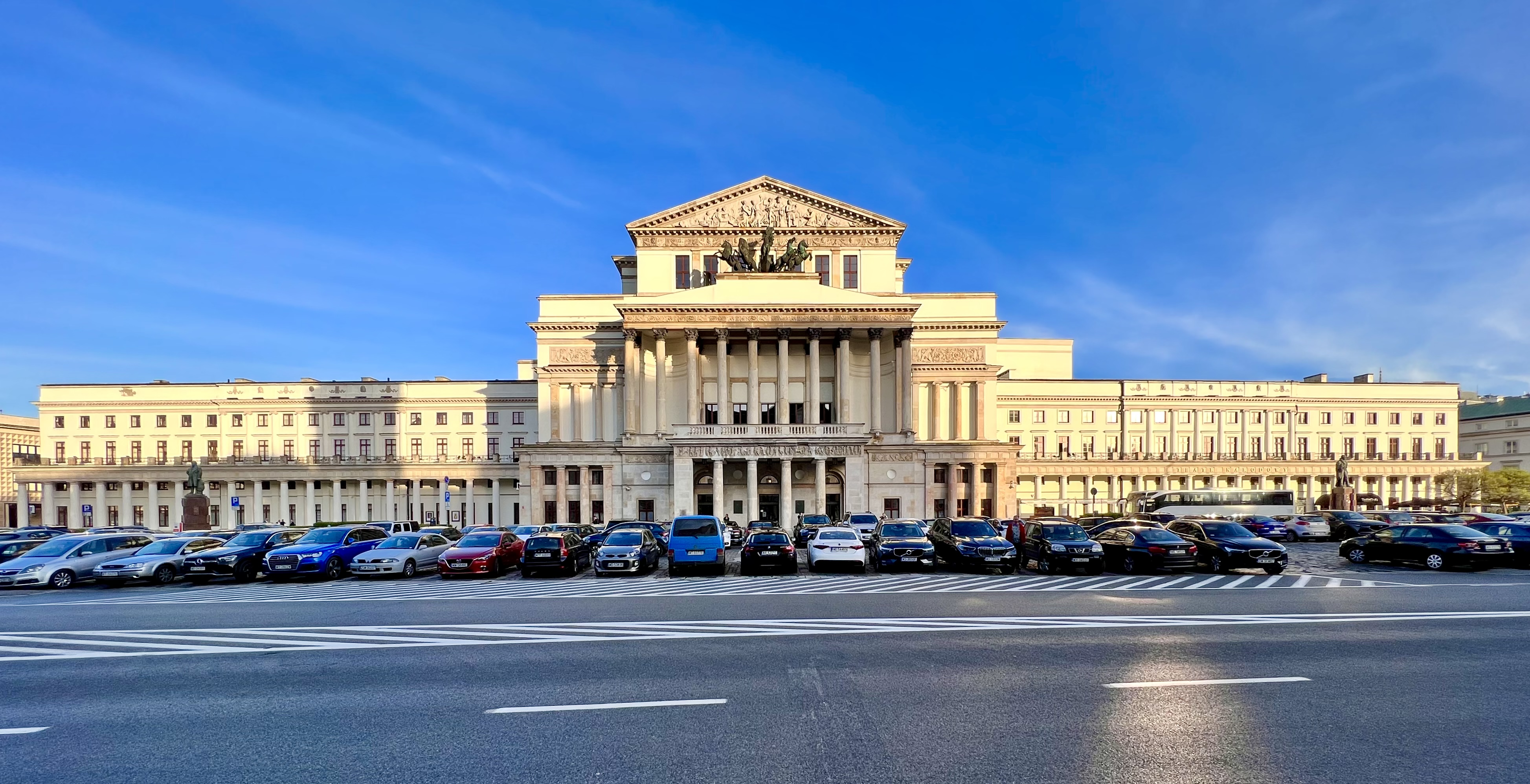
Velké divadlo (Teatr Wielki)
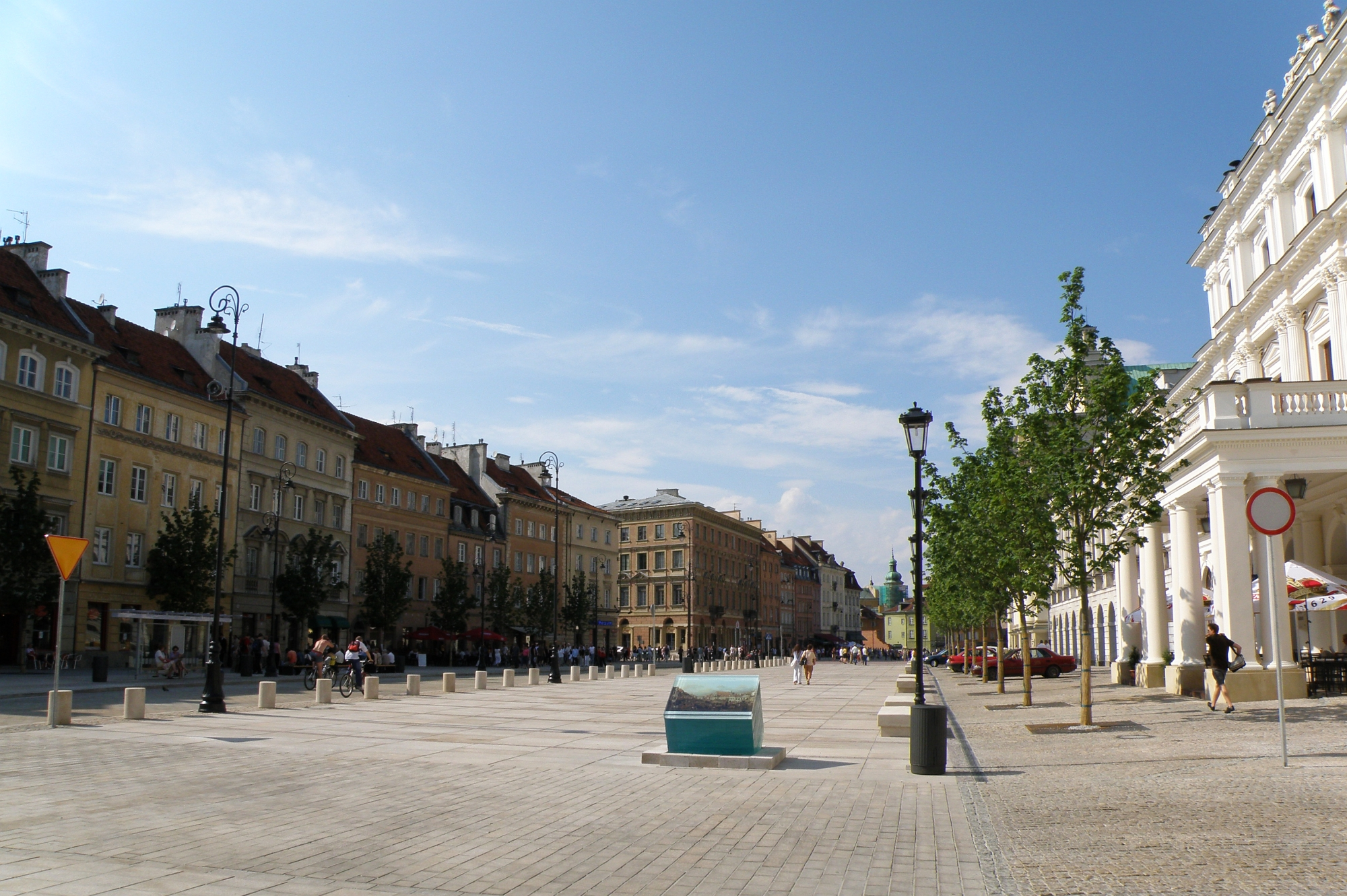
Krakowskie Przedmieście
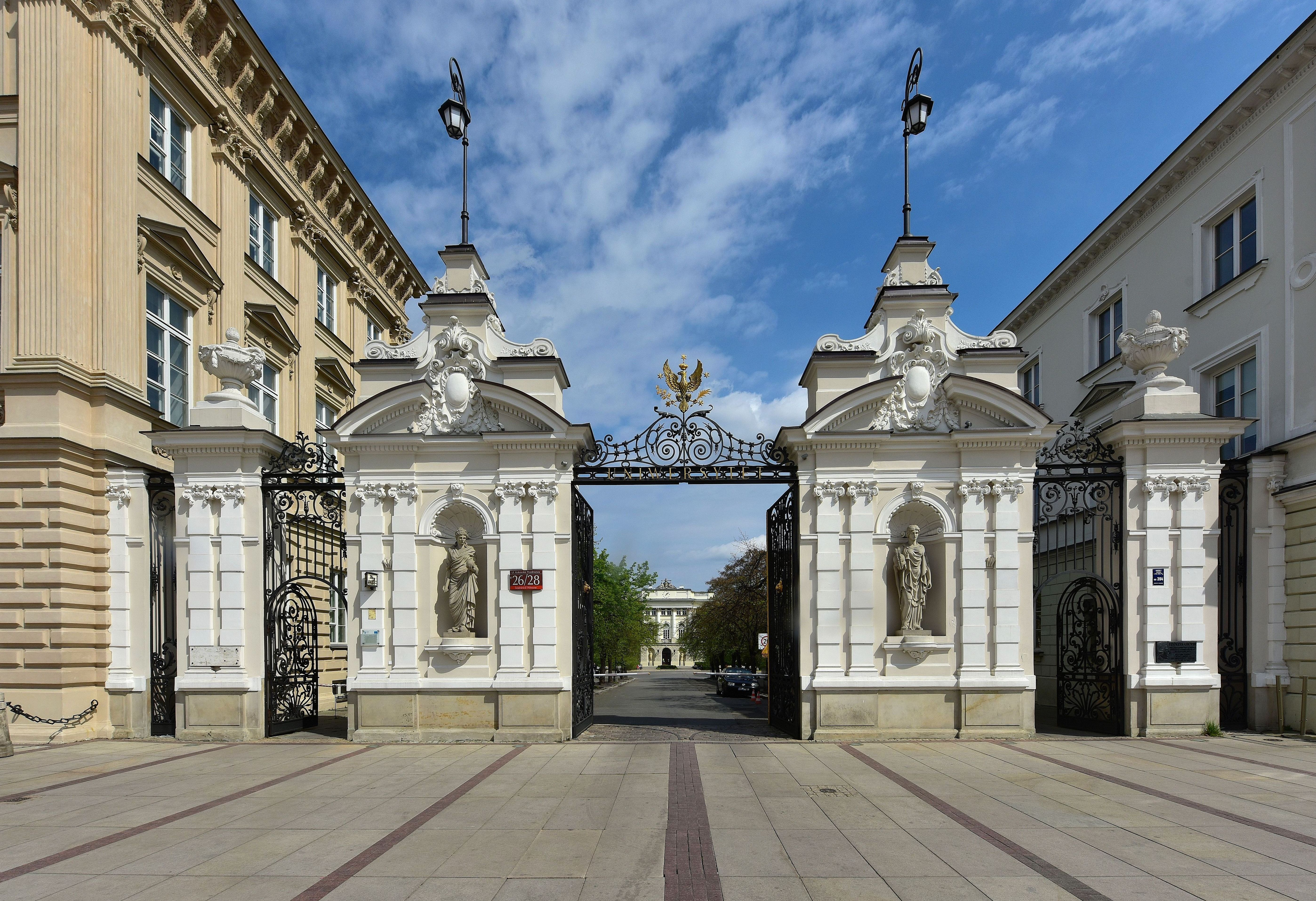
Varšavská univerzita
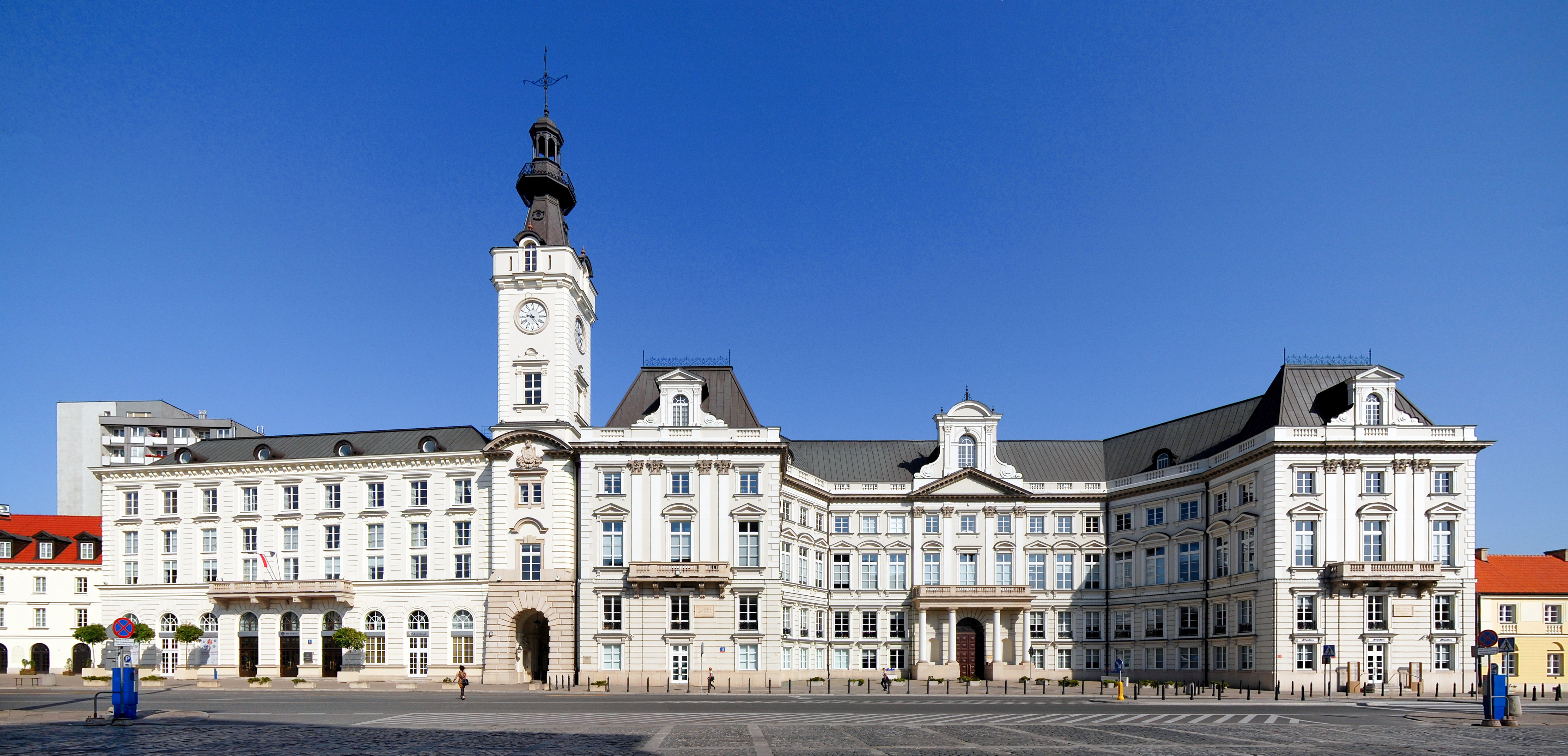
Stará radnice
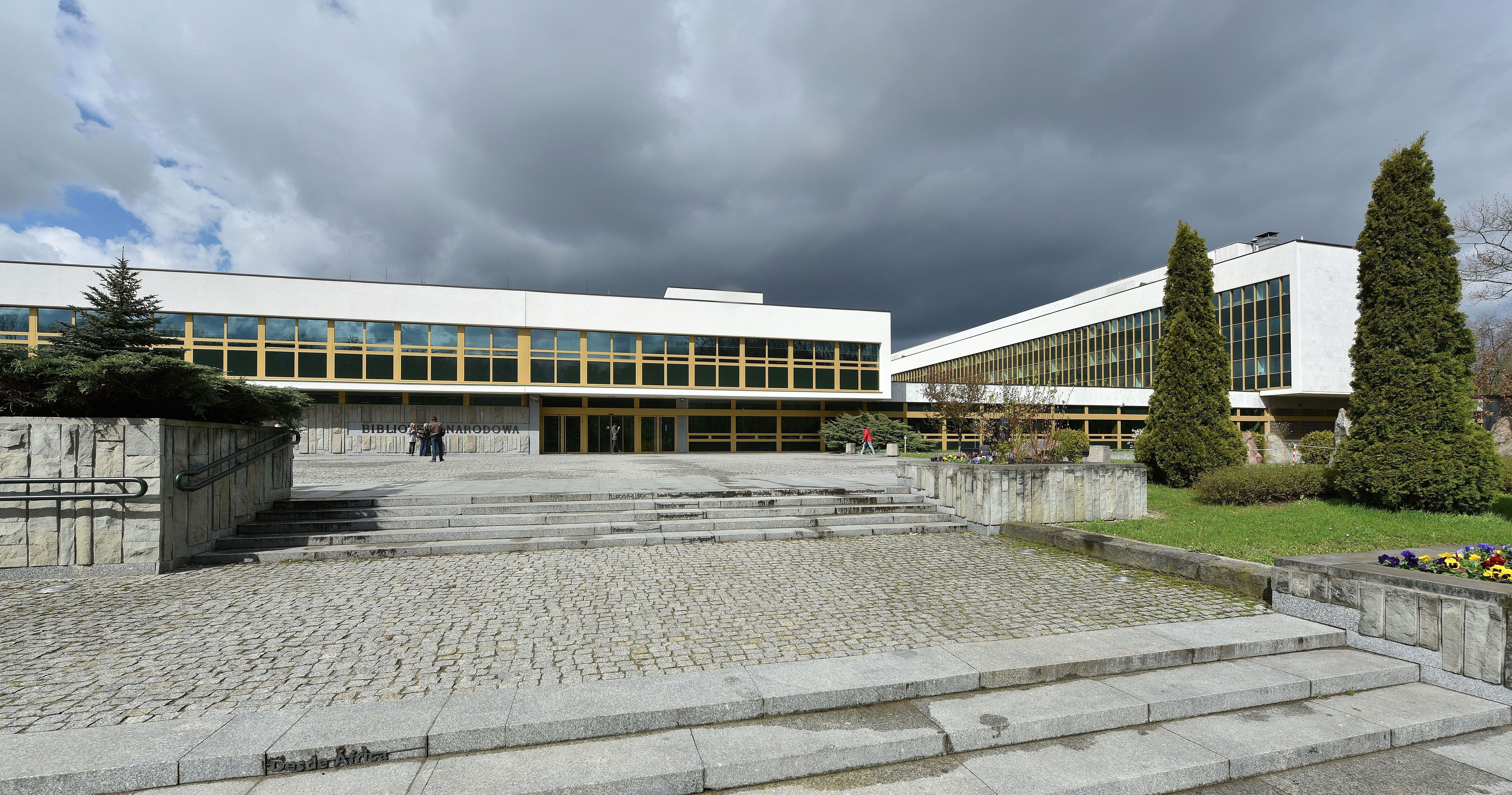
Polská národní knihovna – hlavní budova
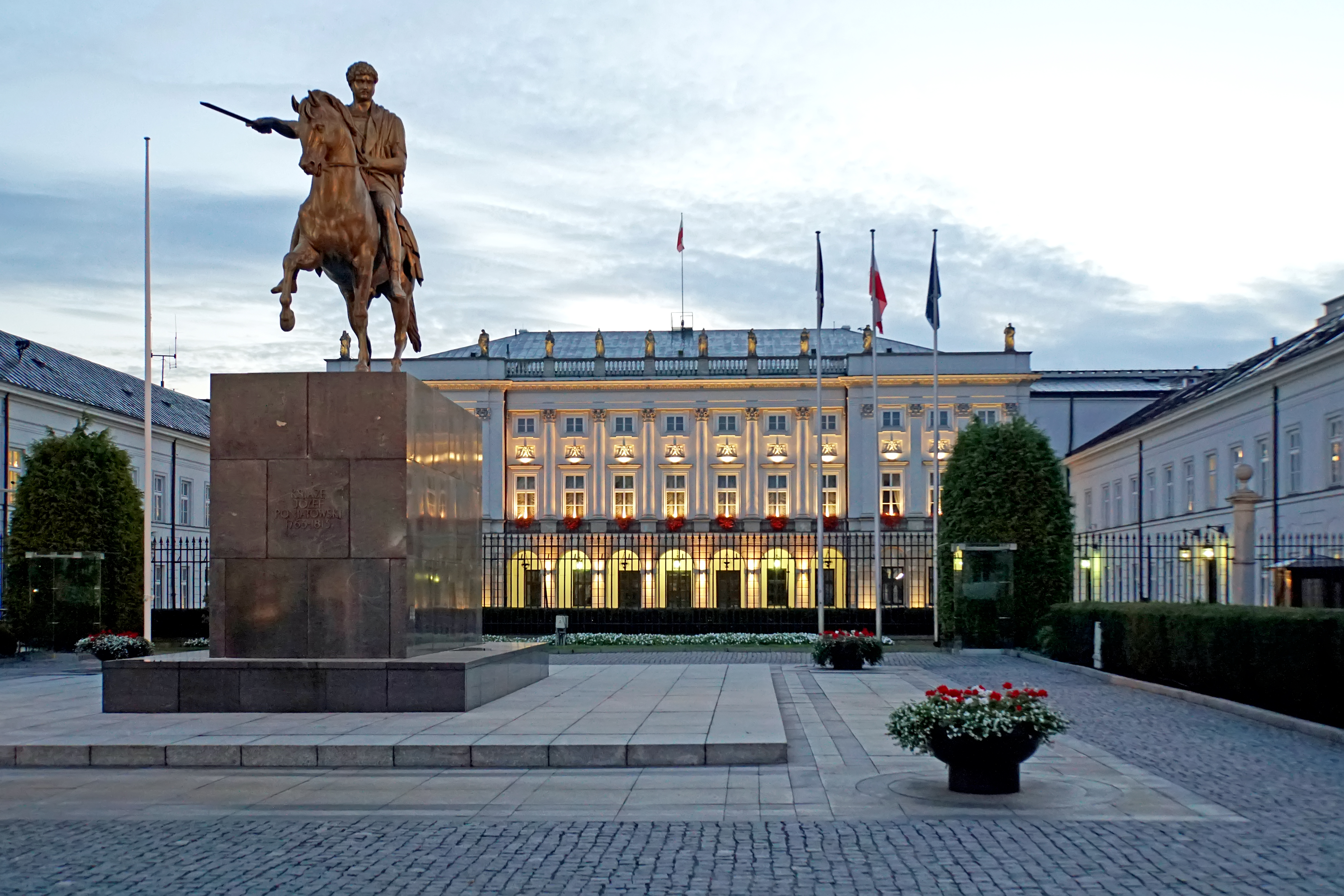
Prezidentský palác
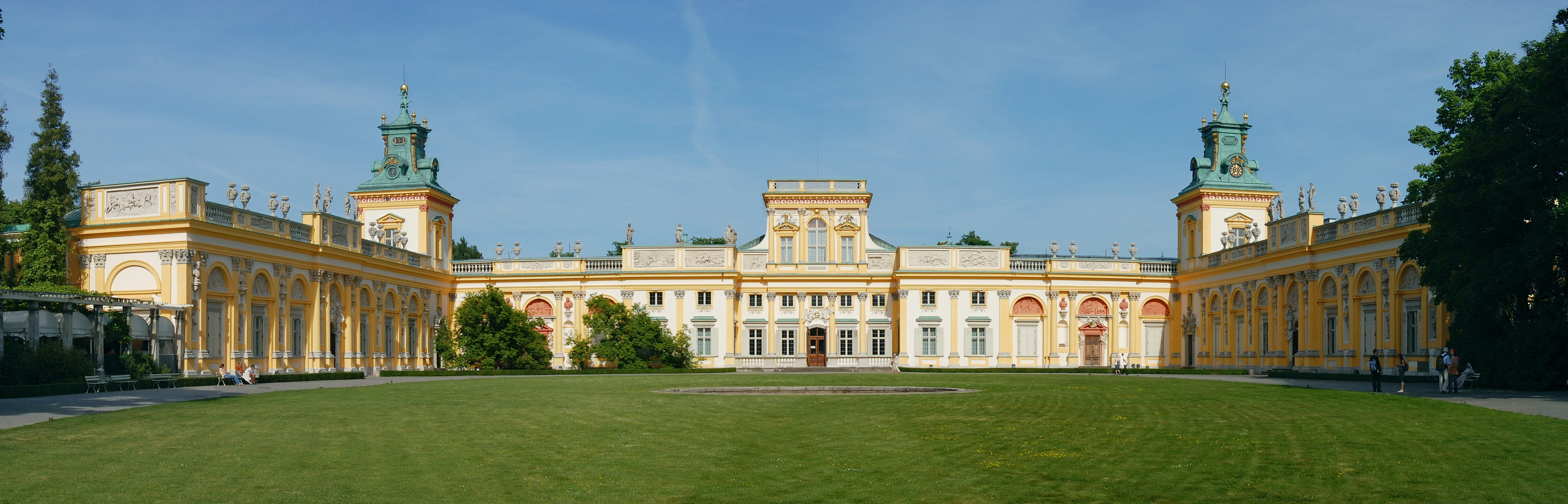
Wilanowský palác
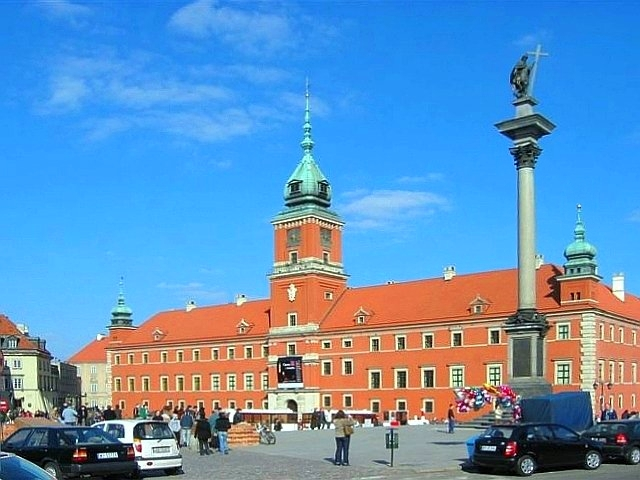
Královský hrad